# Шавань (Китай)
Шавань (кит. спр. 沙湾市, піньїнь: Shāwān Shì, букв. Піщана затока) — місто-повіт  в китайській автономії Сіньцзян; складова префектури Тачен в Ілі-Казахській автономній області.

## Географія
Шавань лежить на півдні префектури у межах Джунгарської рівнини.

### Клімат
Місто знаходиться у зоні, котра характеризується кліматом пустель помірного поясу. Найтепліший місяць — липень із середньою температурою 24,2 °C. Найхолодніший місяць — січень, із середньою температурою 4,2 °С.
| Клімат Шаваня           | Клімат Шаваня | Клімат Шаваня | Клімат Шаваня | Клімат Шаваня | Клімат Шаваня | Клімат Шаваня | Клімат Шаваня | Клімат Шаваня | Клімат Шаваня | Клімат Шаваня | Клімат Шаваня | Клімат Шаваня | Клімат Шаваня |
| Показник                | Січ.          | Лют.          | Бер.          | Квіт.         | Трав.         | Черв.         | Лип.          | Серп.         | Вер.          | Жовт.         | Лист.         | Груд.         |               |
| Середній максимум, °C   | −10           | −6,1          | 5             | 18,6          | 25,9          | 30,7          | 32,1          | 30,9          | 25            | 15,3          | 3,1           | −5,9          |               |
| Середня температура, °C | −14,7         | −10,6         | 0,5           | 12,3          | 19,4          | 24,4          | 25,9          | 24,4          | 18,4          | 9,4           | 3,1           | −10,9         |               |
| Середній мінімум, °C    | −18,4         | −14,6         | −3,4          | 6,8           | 13,6          | 18,7          | 20,5          | 18,7          | 12,8          | 4,8           | −3,9          | −14           |               |
| Норма опадів, мм        | 9.5           | 9.4           | 12.7          | 25.3          | 27.9          | 23.7          | 22.2          | 16.4          | 15.7          | 17.5          | 15.6          | 12.3          |               |
| Вологість повітря, %    | 80            | 79            | 71            | 49            | 42            | 41            | 45            | 44            | 47            | 61            | 76            | 81            |               |
| ----------------------- | ------------- | ------------- | ------------- | ------------- | ------------- | ------------- | ------------- | ------------- | ------------- | ------------- | ------------- | ------------- | ------------- |
| Джерело: data.cma.cn    |               |               |               |               |               |               |               |               |               |               |               |               |               |